# Boullarre

Boullarre es una comuna francesa situada en el departamento de Oise, en la región de Alta Francia.

## Demografía
| 145 | 129 | 168 | 169 | 222 | 225 | 217 |
| Para los censos de 1962 a 1999 la población legal corresponde a la población sin duplicidades (Fuente: INSEE [Consultar]) |     |     |     |     |     |     |